# Canthidium aurichalceum
Canthidium aurichalceum är en skalbaggsart som beskrevs av Preudhomme de Borre 1886. Canthidium aurichalceum ingår i släktet Canthidium och familjen bladhorningar. Inga underarter finns listade.